# Всього дорожче
«Всього дорожче» (рос. Всего дороже) — радянська драматична стрічка 1957 року режисера Юрія Музиканта. Прем'єра стрічки відбулась 18 вересня 1957 року.

## Синопсис
Голова колгоспу Роман Бакланов (Юліан Панич) одного разу виручив свого тестя, який пропив колгоспне сіно, та видав йому фіктивну довідку. Потім з вини Бакланова заарештували чесного хлопця, і він не признався, щоб виправити ситуацію. Згодом шахраї вимагають від Бакланова участі в їхніх нечесних справах, і він їде за підтримкою до секретаря райкому.

## У ролях
- Юліан Панич — Роман Бакланов, голова колгоспу[1]
- Ія Арепіна — Полінка, сестра Романа Бакланова
- Галина Кареліна[ru] — Ірина Бакланов
- Михайло Іванов[ru] — Семен Катишев
- Ольга Аверічева[ru] — Пелагея Буянова
- Олександр Суснін — Василь
- Аркадій Трусов — Гнат Зернишко
- Любов Калюжна — Лапушкіна
- Микола Крючков — Федір Костомаров
- Петро Лобанов[ru] — Шарабанкін
- Іван Селянин[ru] — 'Никодим Васильович, бухгалтер
- Олександр Ларіков[ru] — чоловік у чайній
- Анатолій Абрамов — міліціонер
- Володимир Бризгалов — батько Романа Бакланова
- Сергій Філіппов — водій
- Борис Рижухін[ru] — слідчий
- Людмила Безугла[ru] — Настя
- Антоніна Павличев[ru] — Парасковія Буянова
- Юрій Соловйов — Петро Буянов
- Василь Леонов — епізодична роль
- Зінаїда Шарко — офіціянтка (немає у титрах)
- Анатолій Алексєєв[ru] — голова колгоспу (немає у титрах)
- Любов Малиновська — колгоспниця (немає у титрах)
- Зоя Александрова — гостя на весіллі (немає у титрах)
- Ігор Щепетнов — Василь Васильович (немає у титрах)
- Василь Максимов — завгосп (немає у титрах)

## Творча група
- Режисер-постановник: Юрій Музикант[ru]
- Сценарист: Сергій Воронін[ru]
- Оператор-постановник: В'ячеслав Фастович[ru], Євген Кирпичов
- Художник-постановник: Іван Іванов
- Режисер монтажу: Ніна Ніколаєва
- Композитор: Василь Соловйов-Сєдой